# Jour du Portugal
Le jour du Portugal (en portugais, Dia de Portugal, de Camões e das Comunidades Portuguesas, jour du Portugal, de Camões et des communautés portugaises), célébré le 10 juin, est le jour de la mort de Luís Vaz de Camões et aussi un jour férié portugais.
Il prend son origine dans les célébrations du tricentenaire de la mort du poète du 10 juin 1880 à l'initiative de Teófilo Braga, homme politique républicain et auteur d'une biographie de Camões. Pendant la Première République où Teófilo Braga est deux fois président, le 10 juin devient jour férié municipal à Lisbonne. À partir de 1933, pendant la dictature de l’Estado Novo, il devient jour férié national  sous le nom de jour de la race (race portugaise), et ce jusqu'à la révolution des Œillets.